# Paralaudakia
Paralaudakia – rodzaj jaszczurek z podrodziny Agaminae w obrębie rodziny agamowatych (Agamidae).

## Zasięg występowania
Rodzaj obejmuje gatunki występujące w Azji (Rosja, Gruzja, Armenia, Azerbejdżan, Turcja, Irak, Iran, Turkmenistan, Uzbekistan, Mongolia, Chińska Republika Ludowa, Kirgistan, Tadżykistan, Afganistan, Pakistan i Indie).

## Systematyka

### Etymologia
Paralaudakia: gr. παρα para „blisko”; rodzaj Laudakia J.E. Gray, 1845.

### Podział systematyczny
Takson wyodrębniony z Laudakia. Do rodzaju należą następujące gatunki:
- Paralaudakia badakhshana (Anderson & Leviton, 1969)
- Paralaudakia bochariensis (Nikolsky, 1897)
- Paralaudakia caucasia (Eichwald, 1831) – agama kaukaska
- Paralaudakia erythrogaster (Nikolsky, 1896)
- Paralaudakia himalayana (Steindachner, 1867) – agama himalajska
- Paralaudakia lehmanni (Nikolsky, 1896) – agama turkiestańska
- Paralaudakia microlepis (Blanford, 1874)
- Paralaudakia stoliczkana (Blanford, 1875)